# Aotearoa (geslacht)
Aotearoa is een geslacht van spinnen uit de familie Mecysmaucheniidae.

## Soorten
- Aotearoa magna (Forster, 1949)